# あなたには負けない
『あなたには負けない』（あなたにはまけない）は、ゲスの極み乙女。の2枚目の配信限定シングル。2017年10月10日にリリースされた。

## 概要
シングルとしては、2015年10月にリリースされた「オトナチック/無垢な季節」以来2年ぶりのリリースとなった。配信限定シングルとしては2015年8月リリースの「無垢な季節」以来である。
本作のリリースに先立って、2017年9月21日にiTunesでプレオーダーが開始され、「私以外私じゃないの (Remix by PARKGOLF)」が先行配信された。また、プレオーダーを行うと、「あなたには負けない」のミュージックビデオが特典としてダウンロードできた。
収録曲の「ロマンスがありあまる (Remix by mabanua)」は、iTunesのみで配信されたため、他の音楽配信サイトでは3曲収録となっている。

## 収録曲
全作詞・作曲：川谷絵音
1. あなたには負けない
本作リリースに先駆け、2017年9月21日にMVのショートバージョンが、リリース当日の10月10日に「full spring ver.」がそれぞれYouTubeの公式チャンネルで公開された。「full spring ver.」は週刊文春が撮影に協力。先立って公開されたMVのショートバージョンを見ていた週刊文春の記者が、映像内で同誌を模した雑誌のCGが使用されているのを見つけ、ワーナーミュージック・ジャパンに取材をオファー。その取材の現場で、週刊文春側がMVの撮影協力を提案し、同誌の発行元の文藝春秋本社ビルでの撮影が決定した。MVには週刊文春の記者も実際にエキストラとして出演している。MV監督の川村ケンスケは「（MVを）撮らされた」とコメントしている[3]。
2. まだ生きれるだろ
1stシングル発売時に行われたキャンペーンで配布された、未発表レア音源の楽曲。
3. 私以外私じゃないの (Remix by PARKGOLF)
2ndシングルをPARKGOLFがリミックスしたもの。本作リリースに先立って2017年9月21日に先行配信された。
MVが10月29日に公開された。監督は原曲MVと同じく中村浩紀が担当した[4]。
4. ロマンスがありあまる (Remix by mabanua)
3rdシングルをmabanuaがリミックスしたもの。
iTunes限定の配信。